# 흥업초등학교
흥업초등학교는 대한민국 강원특별자치도 원주시 흥업면 흥업리에 있는 초등학교다.

## 학교 연혁
- 1934년 11월 1일 흥업공립보통학교 개교
- 1938년 4월 1일 흥업공립심상소학교로 개칭
- 1941년 4월 1일 흥업공립국민학교로 개칭
- 1995년 3월 1일 대안국민학교 통폐합
- 1996년 3월 1일 흥업초등학교로 개칭
- 2000년 3월 1일 사제분교장 통폐합
- 2017년 3월 1일 13학급편성(특수 1학급포함)
- 2017년 3월 1일 제35대 이현희 교장 부임
- 2018년 2월 13일 제81회 졸업식(남: 17명, 여: 14명) 총 졸업생수(4,735명)

## 학교 상징
- 우리 학교 꽃 - 장미 : 아름다움을 활짝 피어 새날의 희망을 안겨주는 슬기로움으로 성실히 행동하는 어린이를 상징한다.
- 우리 학교 나무 - 향나무 : 사철 늘 푸르고 모진 바람에도 굽히지 않고 우뚝 서 있는 당당한 기상과 굳센 의지를 상징한다.
- 학교 캐릭터 '흥별이' : 별처럼 빛나는 지혜를 갖고 바른 행동을 하는 흥업어린이를 나타낸다.

## 참고 자료
- 흥업초등학교 - 한국교육학술정보원 학교알리미